# Comparettia coccinea
Comparettia coccinea är en orkidéart som beskrevs av John Lindley. Comparettia coccinea ingår i släktet Comparettia, och familjen orkidéer.

## Underarter
Arten delas in i följande underarter:
- C. c. coccinea
- C. c. longicalcarata

## Bildgalleri

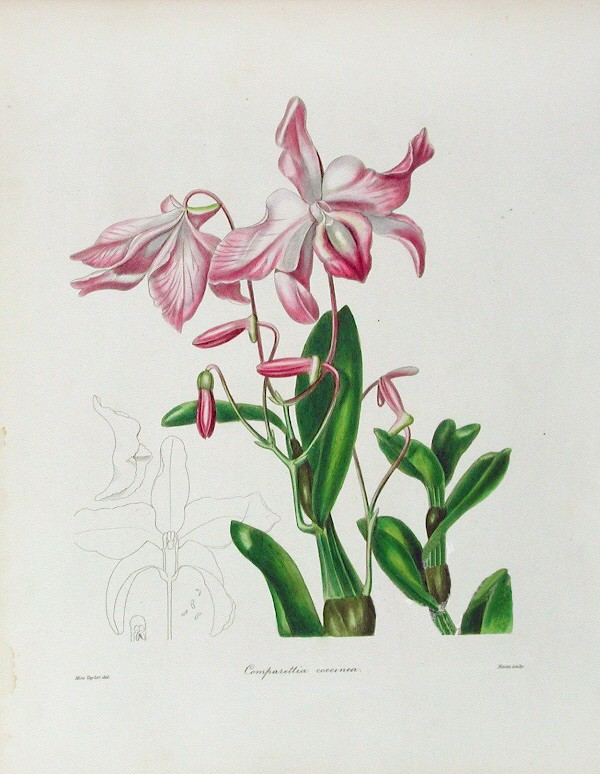